# Michael Pearson (Schriftsteller, 1949)

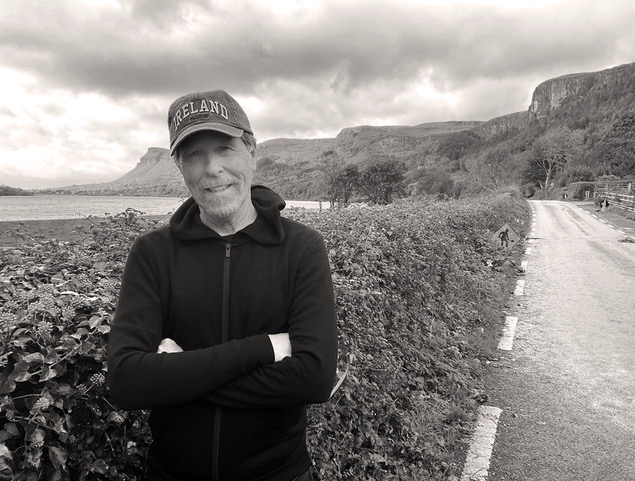
Michael Pearson (2022)

Michael Patrick Pearson (* 18. Juni 1949) ist ein US-amerikanischer Schriftsteller und Hochschullehrer.

## Leben
Nach dem Abschluss als Bachelor an der privaten Fordham University in New York studierte er an der University of San Francisco fort und schloss sie 1972 mit Master ab. Anschließend bildete er sich an der Pennsylvania State University weiter und beendete sie im Jahr 1977 mit der Promotion zum Doktor (Ph.D.). Von 1997 bis 2006 leitete er einen Weiterbildungsprogramm für kreatives Schreiben an der Old Dominion University (ODU) in Norfolk im Bundesstaat Virginia. In den Jahren 2002 und 2006 nahm er an Bildungsreisen auf einem Schiff nach Japan, China, Vietnam, Indien, Myanmar, Ägypten, Türkei, Südafrika und Kuba teil. Ab 2007 ist er bei der ODU in diesem Programm tätig und unterrichtet als Professor Reiseliteratur (travel writing), Erzählung (narrative nonfiction) und amerikanische Literatur. Er veröffentlichte Essays und Kurzgeschichten in The Boston Globe, The Baltimore Sun, The Atlanta Journal-Constitution,  The New York Times, The Washington Post, Southern Literary Journal, Shenandoah Review und in der Fachzeitschrift Creative Nonfiction.
Seit 1991 verfasste er sechs Sachbücher und den Roman Shohola Falls. Im Jahr 1997 erschien die Biografie über John McPhee. Das Buch Imagined Places. Journeys into Literary America wurde als „a notable book“ von der Book Reviev der The New York Times beschrieben.

## Werke
- Imagined Places. Journeys into Literary America. University Press of Mississippi, Jackson 1991.
- A Place That’s Known. Essays. University Press of Mississippi, Jackson 1994.
- John McPhee. Twayne Publishers, Woodbridge / Simon & Schuster, New York 1997.
- Dreaming of Columbus. A Boyhood in the Bronx. Syracuse University Press, Syracuse 1999.
- Shohola Falls. Roman. Syracuse University Press, Syracuse 2003.
- Innocents Abroad Too. Journeys Around the World on Semester at Sea. Syracuse University Press, Syracuse 2008.
- Reading Life. On Books, Memory, and Travel. Mercer University Press, Macon (Georgia) 2015.